# Konrad Heiden
Konrad Heiden, né le 7 août 1901 à Munich et mort le 18 juin 1966 à New York, est un journaliste et écrivain politique germano-américain qui a écrit la première biographie substantielle d'Hitler en 1936.
Journaliste social-démocrate, il commente la scène politique munichoise depuis le début des années 1920 et devient l'un des premiers observateurs et un farouche opposant au nazisme et à Adolf Hitler. Après la prise du pouvoir par les nationaux-socialistes, il s'enfuit aux États-Unis et obtient la nationalité américaine dans les années 1950. Ses travaux portent principalement sur l'idéologie et les caractéristiques du national-socialisme.

## Biographie

### Formation et débuts en journalisme
Il est le fils de Lina Deutschmann et Johannes Heiden. Son père était un fonctionnaire du Parti social-démocrate d'Allemagne, pour lequel il est secrétaire ouvrier et conseiller municipal à Francfort-sur-le-Main. La mère est issue d'une famille juive. Il passe une partie de sa jeunesse à Francfort-sur-le-Main ; en mai 1905, ses parents divorcent. Sa mère décède en septembre 1906 et son père en janvier 1916. Dès lors, il vit dans différentes familles d'accueil. À l'été 1919, il s'installe chez sa tante à Munich. En 1922, il est élu président de l'Union républicaine des étudiants.
En 1923, pendant ses études, il occupe un poste de rédacteur en chef adjoint de Otto Groth, le correspondant bavarois du Frankfurter Zeitung (FZ), qui lui enseigne les bases du journalisme. Heiden s'intéresse aux sujets politiques et devient  spécialiste du mouvement nazi, alors émergent, et se consacre particulièrement à des reportages sur Hitler. En 1925, il abandonne ses études peu avant ses examens et prend un poste de journaliste permanent au FZ, dont il devient en 1929 membre de l'équipe éditoriale à Francfort.
À l'époque, le journal FZ est proche du Parti démocrate allemand. Cependant, des difficultés financières dues à des ventes décevantes mettent le budget du journal en déficit et amènent alors à recourir à une aide financière d'industriels proches d'IG-Farben. Cela influe dès lors sur la ligne éditorial du journal, où certains sujets ne peuvent plus être traités, et Heiden est notamment empêché de s'y occuper de politique. En mars 1930, il se rend à Berlin pour y renforcer l'équipe éditoriale, mais continue de travailler comme reporter dans tout le pays. Il rend compte de manière critique des résultats des élections en Thuringe, qui ont conduit à la première participation des nazis au gouvernement d'une région du Reich allemand. Grâce à sa connaissance avec des affaires et du personnel du NSDAP, à Berlin comme à Munich, il découvre alors les problèmes internes du parti. Ses informateurs sont des membres du parti nazi proches des frères Gregor et Otto Strasser. Mais son salaire au Frankfurter Zeitung est à l'époque si bas qu'il suffit à peine pour vivre. N'étant pas augmenté et étant tenu à l'écart des articles politiques, il démissionne fin septembre 1930 et se retrouve au chômage.
En janvier 1931, il rejoint la maison d'édition de presse Dammert, un organe de presse conservateur, comme rédacteur politique, dont il démissionne à la fin de l'année. À partir de 1932, il gagne sa vie comme que journaliste et écrivain indépendant. Le 20 décembre 1932, il présente à Berlin son premier livre, Geschichte des Nationalsozialismus. Die Karriere einer Idee que le Vossische Zeitung avait déjà en partie publié. Le livre, publié par Rowohlt Verlag, se vend bien.

### Exil
Peu de temps après la prise du pouvoir par les nationaux-socialistes, Heiden s'exile et séjourne la plupart du temps illégalement en Sarre. De juin à décembre 1933, il est à Zurich, son deuxième livre y est publié en 1934, aux éditions Emil Oprecht : Geburt des Dritten Reiches  (La Naissance du Troisième Reich). À Sarrebruck, Heiden est co-éditeur du magazine Deutsche Freiheit. Afin d'influencer le référendum en Sarre sur l'annexion au Reich allemand, il écrit deux pamphlets sous le pseudonyme de Klaus Bredow : Hitler rast – Die Bluttragödie des 30. Juni 1934, qui traite du soi-disant putsch de Röhm, et Sind die Nazis Sozialisten?. Après le référendum de la Sarre du 13 janvier 1935, Heiden s'enfuit en France et vit à Paris jusqu'en mai 1940, où il travaille comme rédacteur en chef du magazine d'exil Das Neue Tage-Buch, édité par Leopold Schwarzschild.
De 1933 à 1936, il est membre des « Amis de Carl von Ossietzky », avec une vingtaine d'émigrés et quelques personnalités - comme Albert Einstein, Heinrich et Thomas Mann, Romain Rolland et Wickham Steed. Ils exigent qu'Ossietzky soit libéré du camp de concentration où il est détenu et soumettent une proposition au comité norvégien du prix Nobel pour qu'Ossietzky reçoive le prix Nobel de la paix. Dans le cadre de cette campagne, une brochure est créée avec des contributions d'auteurs éminents. Konrad Heiden contribue au texte Friedenspreis – Charakterpreis.
En 1936 et 1937, sa biographie en deux volumes d'Hitler est publiée par l'Europa Verlag (de) de Zurich. Les éditions anglaise, américaine et française paraissent en même temps. Le premier volume, Adolf Hitler – Das Leben eines Diktators – Das Zeitalter der Verantwortungslosigkeit (Adolf Hitler - La vie d'un dictateur - L'ère de l'irresponsabilité), est distribué à 31 000 exemplaires, le deuxième volume, Adolf Hitler – Eine Biographie – Ein Mann gegen Europa (Adolf Hitler - Une biographie - Un homme contre l'Europe), à 15 500 exemplaires. Dans celui-ci, Konrad Heiden résume ainsi la vision du monde des nationaux-socialistes : « Tourmente sans ivresse, marche sans but ». L'historien John Lukacs qualifie ce travail de « première étude substantielle sur Hitler ». Dans Les Origines du totalitarisme, Hannah Arendt y fait plusieurs fois référence, et juge que cette biographie d'Hitler est plus précise et plus importante que la biographie d'Alan Bullock de 1952. Parmi les nombreux biographes d'Hitler, il n'y a presque personne dont le travail ne soit basé sur les recherches de Konrad Heiden. Néanmoins, Heiden est largement tombé dans l'oubli : la première biographie à son sujet, écrite par l'ancien rédacteur en chef du Spiegel Stefan Aust, n'est parue qu'en septembre 2016 sous le titre Hitlers erster Feind. Der Kampf des Konrad Heiden (Le premier ennemi d'Hitler : le combat de Konrad Heiden).
Toujours en 1937, son livre Europäisches Schicksal (Destin européen) est publié par l'éditeur Querido. En janvier de la même année, Konrad Heiden est déchu de la nationalité allemande, devient apatride, et ses biens sont confisqués. En 1939, il publie The New Inquisition sur la Nuit de Cristal chez Starling Press, New York, édité aussi à Paris sous le titre Les Vêpres Hitlériennes. Cet ouvrage n'est publié en allemand qu'en 2013, sous le titre Eine Nacht im November 1938. Ein zeitgenössischer Bericht (Une nuit de novembre 1938. Un rapport contemporain). Un tapuscrit avec le titre provisoire  Nächtlicher Eid (Serment nocturne) se trouve à la Bibliothèque centrale de Zurich.
Pour son biographe Stefan Aust, Konrad Heiden a non seulement étudié ses sources, mais les a également comprises : il écrit au tournant 1938-39 que personne ne peut se permettre de ne pas prendre au sérieux les menaces contenues dans Mein Kampf et les déclarations des SS. Il cite l'hebdomadaire SS Das Schwarze Korps du 24 novembre 1938 : « Parce que c'est nécessaire, parce que nous n'entendons plus les hurlements du monde entier et parce qu'au final aucun pouvoir ne peut nous en empêcher, nous allons maintenant mener la question juive à sa solution totale. » Et plus loin : « Le résultat serait la fin réelle et définitive du judaïsme en Allemagne, son anéantissement complet ».
Au début du conflit, Heiden est interné en France comme « étranger indésirable » au Camp des Rochères et de la Poterie en Mayenne. En raison de l'avance rapide de la Wehrmacht lors de la bataille de France, il est libéré en juin 1940 et s'enfuit aux États-Unis. Il fait partie des plus de 2 200 personnes à qui Varian Fry a permis de s'échapper en passant par Lisbonne. Avec l'aide de l'International Rescue Committee, il obtient un faux passeport tchécoslovaque au nom de David Silbermann. De Lisbonne, il voyage par bateau aux États-Unis en octobre 1940, muni d'un visa américain. Il vit à New York jusqu'en mars 1941, à San Francisco de juin à décembre 1941, puis de nouveau à New York. Le 19 février 1942, il reçoit un permis de séjour permanent, Alien Registration Card pink and yellow, délivrée à son vrai nom.
En 1944, Houghton Mifflin publie son œuvre la plus saluée et la plus vendue : Der Führer - Hitler's Rise to Power.

## Dernières années
Konrad Heiden reste aux États-Unis après la guerre et obtient la nationalité américaine dans les années 1950. De décembre 1951 à mai 1952, il retourne en Allemagne pour la première fois depuis 1933. Pour le compte de la radio Süddeutscher Rundfunk de Stuttgart, il contribue de 1952 à 1961 à l'émission de 15 minutes Streiflichter aus Amerika. Il travaille aussi pour Radio Bremen. À partir de 1954, Heiden il rédige des rapports audio mensuels pour la Süddeutscher Rundfunk sous le titre Four Weeks America. Il écrit également pour des magazines américains comme Life.
À cette période, il souffre de la maladie de Parkinson, qui s'aggrave et limite sa capacité de travail. Il vit  principalement à Orléans dans le Massachusetts, avec sa compagne Margaret A. Van Weert, qui meurt en avril 1961. En 1962, il devient handicapé après deux opérations au cerveau et n'est plus en mesure d'écrire. Il meurt le 18 juin 1966 à l'hôpital Beth Abraham dans le Bronx, à New York. Il est inhumé au Orleans Cemetery de son lieu de résidence. Une partie de la succession de Heiden, principalement des documents datant de ses jeunes années, se trouve à la Bibliothèque centrale de Zurich.

## Réception
Après sa mort, ses écrits sont vite oubliés. Depuis 2007, cependant, ses travaux sur Hitler et le national-socialisme sont réédités ou publiés pour la première fois en allemand : en 2007, l'Europa-Verlag publie sa biographie d'Hitler, Adolf Hitler. Das Zeitalter der Verantwortungslosigkeit . En 2013 le Wallstein Verlag publie pour la première fois en allemand le rapport contemporain de Heiden sur la Nuit de Cristal. Trois ans plus tard, Stefan Aust publie une biographie de Konrad Heiden, publiée sous le titre Hitlers erster Feind. Der Kampf des Konrad Heiden. ; cet ouvrage est néanmoins critiqué par l'historien Markus Roth (de) car Aust aurait repris littéralement des textes de Heiden sans indiquer qu'il s'agit de citations.

## Œuvres
(liste non exhaustive)
- Geschichte des Nationalsozialismus. Die Karriere einer Idee. Rowohlt, Berlin, 1932.
- Geburt des Dritten Reiches. Die Geschichte des Nationalsozialismus bis 1933. Europa Verlag (de), Zürich 1934.
- Hitler rast : Der 30. Juni : Ablauf, Vorgeschichte und Hintergründe. Volksstimme, Sarrebruck, 1934 (sous le pseudonyme de Klaus Bredow).
- Sind die Nazis Sozialisten? 100 Dokumente aus 14 Monaten. Volksstimme, Sarrebruck, 1934 (sous le pseudonyme de Klaus Bredow).
- Biographie d'Adolf Hitler:
  - (Band 1:) Adolf Hitler. Das Zeitalter der Verantwortungslosigkeit. Eine Biographie. Europa Verlag, Zürich 1936 (464 Seiten, verbreitet in 31.000 Exemplaren, zugleich mit englischen, amerikanischen und französischen Ausgaben erschienen), nouvelle édition 2007 même éditeur  (ISBN 3-905811-02-2).
  - (Band 2:) Adolf Hitler. Eine Biographie. Ein Mann gegen Europa. Europa Verlag, Zürich 1937 (15.500 exemplaires), nouvelle édition 2007 même éditeur  (ISBN 3-905811-04-9).
  - Adolf Hitler. Das Zeitalter der Verantwortungslosigkeit. Ein Mann gegen Europa. Die Biografie. Europa Verlag, Berlin/München/Zürich/Wien 2017  (ISBN 978-3-95890-117-9) (nouvelle édition révisée des vol. 1 et 2).
- Adolt Hitler, éditions Grasset, Paris, 453 pages, 1936.
- Europäisches Schicksal. Querido Verlag, Amsterdam, 1937.
- (Hrsg.): Der Pogrom: Dokumente der braunen Barberei. Das Urteil der zivilisierten Welt. Vorwort Heinrich Mann. Zürich, 1939.
  - en anglais : The new Inquisition. Préface : Hendrik Willem van Loon, traduction : Heinz Norden. Starling Press, New York, 1939.
  - en français : Les Vêpres Hitlériennes. Nuits sanglantes en Allemagne, Éditions Fernand Sorlot, Paris, 1939.
  - Eine Nacht im November 1938. Ein zeitgenössischer Bericht. Hg. v. Markus Roth, Sascha Feuchert und Christiane Weber. Wallstein, Göttingen, 2013  (ISBN 978-3-8353-1349-1).
- Der Fuehrer. Hitler’s Rise to Power. (aussi : „The Fuehrer“ ou „The Fuhrer“.) Haughton Mifflin, Boston, 1944, traduction : Ralph Manheim.
- Dokumentation der während des Pogroms am 10. und 11. November 1938 verhafteten jüdischen Hannoveraner, in Wolf-Dieter Mechler, Carl Philipp Nies (Red.): Der Novemberpogrom 1938 in Hannover. À l'occasion de l'exposition du 5 novembre 2008 au 18 janvier 2009, Historisches Museum Hannover (= Schriften des Historischen Museums Hannover, Band 33), Hannover: Landeshauptstadt Hannover, [2008?]  (ISBN 978-3-910073-34-0), p. 67–91.